# Новопрокопівка (Пологівський район)
Новопро́копівка (до 1882 року — Вершина) — село в Україні, у Токмацькій міській громаді Пологівського району Запорізької області. Населення становить 747 осіб.

## Географія
Село Новопрокопівка розташоване поблизу водорозділу річок Кінської та Молочної на відстані 25 км від центру громади. Розташоване на відстані 1 км від села Ільченкове та за 2 км від села Роботине. По селу протікає пересихаючий струмок з загати. Через село проходить автомобільна дорога Т 0408. До найближчої залізничної станції Великий Токмак — З0 км.

## Історія
Засноване село в середині XIX столітті вихідцями з Малої Токмачки. Кілька десятків сімей оселилося у верхів'ї балки Куркулак, назвавши свій хутір Вершиною. У 1961 році було об'єднано з сусіднім селом Вольвачівка та перейменовано в село Новопрокопівка.
До 2020 орган місцевого самоврядування — Токмацька міська рада.
- 12 червня 2020 року, відповідно до розпорядження Кабінету Міністрів України № 713-р «Про визначення адміністративних центрів та затвердження територій територіальних громад Запорізької області», увійшло до складу Токмацької міської громади[1].
- 19 липня 2020 року, у результаті адміністративно-територіальної реформи та ліквідації Токмацького району, село увійшло до складу Пологівського району[2].

### Російське вторгнення в Україну (з 2022)
Окуповане ЗС РФ у березні 2022 року.
23 серпня 2023 року, в ході контрнаступу, Збройні сили України почали підходити до села, визволивши перед цим Роботине

## Населення

### Мова
Розподіл населення за рідною мовою за даними перепису 2001 року:
| Мова            | Кількість | Відсоток |
| --------------- | --------- | -------- |
| українська      | 692       | 92.64%   |
| російська       | 40        | 5.36%    |
| румунська       | 6         | 0.80%    |
| вірменська      | 3         | 0.40%    |
| німецька        | 2         | 0.27%    |
| білоруська      | 2         | 0.27%    |
| угорська        | 1         | 0.13%    |
| інші/не вказали | 1         | 0.13%    |
| Усього          | 747       | 100%     |

## Об'єкти соціальної сфери
- Школа
- Дитячий садочок
- Будинок культури
- Лікарня